# Winterjan
Een Winterjan of Kleipeer is een perenras dat zeer geschikt is als stoofpeer.
De boom blijft vrij klein en is zelfbestuivend. De vruchten zijn plukrijp in oktober en zijn bijna rond. Het ras is vermoedelijk van Nederlandse afkomst en werd mogelijks al sinds 1700 gecultiveerd.